# تيد بيشوب (لاعب غولف)
تيد بيشوب (بالإنجليزية: Ted Bishop)‏ هو لاعب غولف أمريكي، ولد في 10 يناير 1913 في ناتيك في الولايات المتحدة، وتوفي في 25 سبتمبر 1986 في كامبريدج في الولايات المتحدة.